# Vítězslav Lavička
Vítězslav Lavička (* 30. dubna 1963 Plzeň) je český fotbalový trenér, který působí na pozici ředitele úseku mládeže AC Sparta Praha, a bývalý profesionální fotbalista, který hrával na pozici záložníka.
Lavička má na svém kontě 221 zápasů v nejvyšší soutěži, během nichž vstřelil 28 gólů. Do ligy vstoupil v sezóně 1979/80 a v ligové kariéře oblékl dresy 4 klubů - Plzně, Sparty, Chebu a Bohemians. Lavička získal sedm titulů se Spartou. Svou hráčskou kariéru ukončil v roce 1996 v Chrudimi.
Po ukončení své hráčské kariéry se dal na trenérskou dráhu. Po zisku čtyř ligových titulů z pozice asistenta trenéra ve Spartě trénoval Viktorii Žižkov či Slovan Liberec, se kterým získal v roce 2006 další mistrovský titul. Po úspěšném angažmá v australském Sydney se vrátil zpátky do Sparty, se kterou se v roce 2014 radoval ze zisku double. Dvakrát také vedl českou reprezentaci do 21 let.
V letech 2006 a 2016 zvítězil v české anketě Fotbalista roku v kategorii Trenér roku. Jako trenér Sparty Praha získal ocenění Trenér měsíce Gambrinus ligy za říjen 2012, březen 2013, říjen 2013 a duben 2014.
Od června 2023 je ředitelem mládeže klubu AC Sparta Praha.

## Klubová kariéra
S fotbalem začínal v Plzni, když mu bylo devět let. Od 16 hrál pravidelně 2. ligu za seniory a v 19 letech přestoupil do pražské Sparty. Jako hráč prošel kluby RH Cheb, SK Hradec Králové, Bohemians Praha a SK Chrudim.
V dresu pražské Sparty získal 7 ligových titulů, odehrál také 17 utkání v evropských pohárech.

## Trenérská kariéra

### Chrudim
Svou trenérskou kariéru započal po ukončení své hráčské kariéry právě v Chrudimi v létě 1997, po půlroce odešel do pražské Sparty.

### Sparta Praha
Dne 1. ledna 1998 byl Lavička jmenován asistentem trenéra Zdeňka Ščasného ve Spartě Praha. Během čtyř let na lavičce pražské Sparty působil i jako asistent Ivana Haška a následně Jaroslava Hřebíka. V dubnu 2002 byl po odvolání trenéra Hřebíka jmenován hlavním trenérem do konce sezóny. V boji o titul nakonec Sparta zaostala o bod za prvním Slovanem Liberec a Lavička byl po 6 odtrénovaných zápasech odvolán. Během svého prvního období na lavičce Sparty získal 4 tituly jako asistent.

### Viktoria Žižkov
V létě 2002 nahradil Lavička na pozici hlavního trenéra Viktorie Žižkov odcházejícího Zdeňka Ščasného. S týmem Viktorky vybojoval v roce 2003 třetí místo v lize, ale již po šesti kolech následující sezóny byl po špatných výsledcích odvolán; nahradil jej Václav Hrádecký.

### Slovan Liberec
Lavička následně dostal nabídku od Ivana Haška, který mu nabídl spolupráci v Japonsku, kterou však Lavička odmítl. V lednu 2004 pak přijal místo asistenta trenéra Stanislava Grigy ve Slovanu Liberec. Po roce a půl Grigu nahradil na pozici hlavního trenéra a v sezóně 2005/06 získal s Libercem mistrovský titul. Po čtvrté příčce v sezóně následující Lavička na post trenéra Liberce rezignoval.

### Česká reprezentace do 21 let
Po ukončení angažmá v Liberci se Lavička stal v létě 2007 trenérem české fotbalové reprezentace do 21 let.

### Druhé angažmá ve Spartě
V polovině kvalifikačního cyklu v červnu 2008 přijal Lavička nabídku pražské Sparty a stal se hlavním trenérem letenského mužstva po Michalu Bílkovi. Dokázal postoupit přes moldavský FC Sheriff Tiraspol do třetího předkola Ligy mistrů, kde ale Spartu vyřadil Panathinaikos Atény. V lize se Spartě dařilo až do 8. kola, kdy prohrála v Liberci 3:0, poté přišla na řadu nepostupová remíza 3:3 doma s Dinamem Záhřeb v rámci 1. kola Poháru UEFA. Po prohře 1:4 v derby se Slavií Praha Lavička rezignoval na funkci trenéra Sparty. Jeho funkci převzal sportovní ředitel Sparty Jozef Chovanec.

### Sydney FC
Po ukončení angažmá ve Spartě odmítl Lavička trénovat Zbrojovku Brno. V únoru 2009 se poprvé přesunul do zahraničí, konkrétně do Austrálie, kde převzal tým Sydney FC, který dovedl v sezoně 2009/10 k titulu mistra Austrálie. Lavička získal v Austrálii v březnu 2010 ocenění pro nejlepšího trenéra roku. V únoru 2011 podepsal Lavička novou smlouvu s klubem navzdory nepovedenému startu do sezony. V dubnu 2012, po své třetí sezóně v Austrálii, se Lavička rozhodl své angažmá v Sydney ukončit a neprodloužit končící smlouvu.

### Třetí angažmá ve Spartě
Po zahraničním angažmá se Lavička v červenci 2012 vrátil do České republiky a přijal nabídku Sparty Praha, kam se vrátil po čtyřech letech. V sezóně 2012/13 skončila Sparta v dostizích o ligové prvenství pod jeho vedením na druhé příčce za Viktorií Plzeň a v Evropské lize došla až do šestnáctifinále kde byla vyřazena londýnskou Chelsea.
V sezóně 2013/14 se Lavičkova Sparta dokázala zotavit z překvapivého vypadnutí v druhém předkole Evropské ligy se švédským Häckenem, a v průběhu sezóny dokázal Lavička mladý tým dovést k zisku ligového titulu již ve 27. kole 4. května 2014. Zároveň dovedl Spartu k double, 17. května 2014 po výhře 8:7 v penaltovém rozstřelu ve finále Poháru České pošty proti Viktorii Plzeň. Pro pražský klub to bylo druhé double od rozpadu federální ligy (první byl v roce 2007, tehdy Spartu trénoval Michal Bílek). Lavička se stal trenérem sezóny české nejvyšší soutěže.
Po zisku titulu Sparta nezvládla zápasy třetího předkola Ligy mistrů se švédským Malmö a sestoupila do Evropské ligy. V podzimní části nedokázala Lavičkova Sparta postoupit ze základní skupiny a ukončila tak svou cestu pohárovou Evropou. Ze Sparty byl Lavička odvolán 15. dubna 2015 poté, co o den dříve vypadl pražský celek po porážce 0:2 od FK Baumit Jablonec z Poháru FAČR. Na lavičce jej nahradil Zdeněk Ščasný.

### Návrat k české reprezentaci do 21 let
V červenci 2015 se Lavička opět stal hlavním trenérem české fotbalové reprezentace do 21 let, kterou dokázal dovést na Mistrovství Evropy 2017 v Polsku. Na závěrečném turnaji česká jednadvacítka nepostoupila ze základní skupiny po výhře s Itálií a prohrách s Dánskem a Německem.
Na podzim 2018 ztratila česká jednadvacítka definitivní šanci na postup na mistrovství Evropy po domácí prohře 1:2 s favorizovaným Řeckem. Na konci roku Lavička českou mládežnickou reprezentaci opustil.

### Śląsk Wrocław
V lednu 2019 se Lavička vrátil ke klubovému fotbalu a převzal polský tým Śląsk Wrocław. V první sezoně tým zachránil od sestupu. V následující sezóně s klubem bojoval v elitní skupině o titul a skončil pátý; v červnu 2020 pak Lavička prodloužil svou smlouvu s týmem do roku 2022.
V březnu 2021 na lavičce polského týmu po dvou letech skončil. Vedení klubu českého kouče odvolalo po nevydařeném vstupu do jarní části polské ligy, v níž jeho svěřenci v osmi zápasech od začátku února jen jednou vyhráli a čtyřikrát remizovali.

### Kuvajtská reprezentace
V březnu 2022 si Lavička našel nové angažmá a stal se trenérem reprezentace Kuvajtu. Po půlroce a pouhých šesti odtrénovaných zápasech na lavičce asijské reprezentace skončil.

### Ředitelem mládeže Sparty
V dubnu 2023 odmítl nabídku stát se trenérem českého prvoligového Hradce Králové; v květnu pak byl spojován s uvolněným místem hlavního trenéra Viktorie Plzeň. V červnu 2023 nahradil Lavička bývalého jiného bývalého trenéra letenského mužstva Jaroslava Hřebíka na pozici šéfa mládežnické akademie ve Spartě Praha. Šedesátiletý Lavička se vrátil do Sparty po téměř osmi letech.
Na konci roku 2023 byl jedním z kandidátů na post českého reprezentačního trenéra po odchodu Jaroslava Šilhavého, jenž rezignoval na svou funkci bezprostředně po vítězném utkání s Moldavskem a postupu na EURO 2024. V lednu 2024 byl ale na pozici reprezentačního trenéra zvolen Ivan Hašek.

## Osobní život
Vystudoval střední průmyslovou školu. Je ženatý, s manželkou Irenou má dvě děti – Terezu a Adélu.

## Úspěchy

### Hráčské

#### Sparta Praha
- 7× mistr 1. československé ligy (1984, 1985, 1987-91)

### Trenérské

#### Viktoria Žižkov
- 3. místo v české lize 2002/03

#### Slovan Liberec
- mistr české ligy 2005/06

#### Sydney
- mistr australské ligy 2009/2010

#### Sparta Praha
- šestnáctifinále Evropské ligy 2012/13
- mistr české ligy 2013/14
- vítěz českého poháru 2013/14
- vítěz českého Superpoháru 2014

#### Česko U21
- postup na Mistrovství Evropy 2017 v Polsku

### Individuální
- 2× trenér roku v anketě Fotbalista roku: 2006, 2016
- 4× Trenér měsíce Gambrinus ligy: 10/2012, 03/2013, 10/2013, 04/2014